# Município de Radnor (Ohio)
O município de Radnor (em inglês: Radnor Township) é um município localizado no condado de Delaware no estado estadounidense de Ohio. No ano de 2010 tinha uma população de 1.540 habitantes e uma densidade populacional de 19,05 pessoas por km².

## Geografia
O município de Radnor encontra-se localizado nas coordenadas 40° 22′ 27″ N, 83° 10′ 01″ O. Segundo a Departamento do Censo dos Estados Unidos, o município tem uma superfície total de 80.83 km², da qual 80,45 km² correspondem a terra firme e (0,48 %) 0,39 km² é água.

## Demografia
Segundo o censo de 2010, tinha 1.540 habitantes residindo no município de Radnor. A densidade populacional era de 19,05 hab./km². Dos 1.540 habitantes, o município de Radnor estava composto pelo 97,4 % brancos, o 0,32 % eram afroamericanos, o 0,06 % eram amerindios, o 0,26 % eram asiáticos, o 0,45 % eram de outras raças e o 1,49 % eram de uma mistura de raças. Do total da população o 0,97 % eram hispanos ou latinos de qualquer raça.